# Gomphaeschna antilope
Gomphaeschna antilope är en trollsländeart som först beskrevs av Hagen 1874.  Gomphaeschna antilope ingår i släktet Gomphaeschna och familjen mosaiktrollsländor. Inga underarter finns listade i Catalogue of Life.